# Northern League Division 2
Northern League Division 2 är den andra och lägsta divisionen i den engelska fotbollsligan Northern League och ligger på nivå tio i det engelska ligasystemet.
När säsongen är färdigspelad flyttas tre klubbar upp i Northern League Division 1 (om vissa kriterier är uppfyllda). Två klubbar kan flyttas ned i två matarligor, Northern Football Alliance eller Wearside Football League (beroende på om deras anläggningar möter vissa kriterier eller ej). En klubb från vardera matarligan flyttas upp varje år.

## Mästare
| År      | Mästare                   |
| ------- | ------------------------- |
| 1982-83 | Peterlee Town FC          |
| 1983-84 | Chester-le-Street Town FC |
| 1984-85 | Brandon United FC         |
| 1985-86 | Newcastle Blue Star FC    |
| 1986-87 | Billingham Synthonia FC   |
| 1987-88 | Stockton                  |
| 1988-89 | Consett AFC               |
| 1989-90 | Murton FC                 |
| 1990-91 | West Auckland Town FC     |
| 1991-92 | Stockton                  |

| År        | Mästare                       |
| --------- | ----------------------------- |
| 1992-93   | Dunston Federation Brewery FC |
| 1993-94   | Bedlington Terriers FC        |
| 1994-95   | Whickham FC                   |
| 1995-96   | Morpeth Town FC               |
| 1996-97   | Northallerton Town FC         |
| 1997-98   | Chester-le-Street Town FC     |
| 1998-99   | Durham City AFC               |
| 1999-2000 | Brandon United FC             |
| 2000-01   | Ashington AFC                 |
| 2001-02   | Shildon AFC                   |

| År      | Mästare                  |
| ------- | ------------------------ |
| 2002-03 | Penrith FC               |
| 2003-04 | Ashington AFC            |
| 2004-05 | West Allotment Celtic FC |
| 2005-06 | Consett AFC              |
| 2006-07 | Spennymoor United        |
| 2007-08 | Penrith Town             |
| 2008-09 | Horden Colliery Welfare  |
| 2009-10 | Stokesley                |
| 2010-11 | Newton Aycliffe          |
| 2011-12 | Team Northumbria         |

| År      | Mästare            |
| ------- | ------------------ |
| 2012-13 | Crook Town AFC     |
| 2013-14 | North Shields FC   |
| 2014-15 | Seaham Red Star FC |
| 2015-16 | South Shields FC   |
| 2016-17 | Stockton Town FC   |
| 2017-18 | Blyth AFC          |
| 2018-19 | Billingham Town FC |
| 2019-20 |                    |